# Liste de compositeurs persécutés pendant le nazisme
Cet article présente une liste non exhaustive de compositeurs persécutés pendant le nazisme.
Pendant la période du nazisme, de nombreux instrumentistes et compositeurs considérés comme des opposants au régime, contrevenant d'une manière ou d'une autre à l'idéologie raciale et politique nazie, ont été persécutés en Allemagne et dans tous les territoires occupés. Par ailleurs, « dès janvier 1933, tous les courants artistiques qui divergent des valeurs politiques, raciales et esthétiques du national-socialisme seront considérés comme « dégénérés » (entartet) et seront « purifiés », c'est-à-dire éradiqués de la vie culturelle du Reich. » L'organe le plus puissant de ce que Joseph Goebbels nommait la « déjudaïsation du milieu musical » sera la Chambre de la musique du Reich, au sein du ministère de la Propagande. Pour poursuivre leurs occupations professionnelles, les compositeurs et musiciens étaient contraints d'y adhérer, et l'adhésion sera refusée aux Juifs et aux opposants politiques.
Le Lexique des juifs en musique paru en 1934 a fourni une base de données importante pour la persécution des artistes juifs. Dans cet opuscule de Herbert Gerigk (en) tous les musiciens juifs ou « demi-juifs » du Troisième Reich étaient recensés.

« La perte pour la musique qui résulte de l'Holocauste restera une catastrophe dans des proportions jusqu'alors inconnues. »

— Sarah Nathan-Davis, historienne de la musique
Le pianiste et musicologue Francesco Lotoro a fait un travail considérable de recherche et de reconstitution des musiques écrites dans les camps.

## Compositeurs tués par les nazis
- Heinz Alt (1922-1945)
- Elkan Bauer (1852-1942)
- Daniël Belinfante (1893-1945)
- Robert Dauber (1922 - 1945)
- Ralph Erwin (1896-1943)
- Richard Fall (1882-1945)
- Mordechai Gebirtig (1877-1942)
- Sim Gokkes (1897-1943)
- Pavel Haas (1899-1944)
- Bob Hanf (1894-1944)
- Leon Jessel (1871-1942)
- Rudolf Karel (1880 - 1945)
- Dick Kattenburg (1919-1944)
- Franz Eugen Klein (1912 - 1944)
- Gideon Klein (1919-1945)
- Józef Koffler (1896-1943)
- Viktor Kohn[4] (1901-1944)
- Hans Krása (1899-1944)
- Jirí Kummerman[5] (1927-1944)
- Marcel Lattès (1886-1943)
- Egon Ledeč (en) (1899 - 1944)
- Casimir Oberfeld (1903-1945)
- Roman Padlewski[6] (1915 - 1943)
- Nico Richter (1915-1945)
- Rafael Schächter (1905-1944 ou 1945)
- Zikmund Schul, aussi Sigmund Schul (1916-1944)
- Erwin Schulhoff (1894-1942)
- Leo Smit (1900-1943)
- Martin Spanjaard (1892-1942)
- Karel Švenk (1907-1945)
- Carlo Sigmund Taube (en) (1897-1944)
- Marcel Tyberg[7] (1893-1944)
- Viktor Ullmann (1898-1944)
- Fritz Weiss (en) (1919-1944)
- Vilém Zrzavý[8] (1895-1942)

## Compositeurs poursuivis, emprisonnés ou contraints à l'exil par les nazis
- Paul Abraham (1892-1960)
- Walter Braunfels (1882-1954)
- Paul Challine[9] (1907-1994)
- Émile Damais (1906-2003)
- Marcel Dautremer (1906-1978)
- Ede Donáth (1865-1945)
- Hanns Eisler (1898-1962)
- Aldo Finzi (1897-1945)
- Peter Heilbut (de) (1920-2005)
- René Herbin (1911-1953)
- Joseph Haas (1879-1960)
- Werner Richard Heymann (1896-1961)
- Erich Itor Kahn (en) (1905-1956)
- Hans Gál (1890-1987)
- Norbert Glanzberg (1910-2001)
- Berthold Goldschmidt (1903-1996)
- Émile Goué (1904-1946)
- Guillermo Graetzer (1914-1993)
- Václav Kaprál (1889-1946)
- Vítězslava Kaprálová (1915-1940)
- Erika Kickton (1896-1967)
- Ernst Krenek (1900-1991)
- Robert Lannoy (1915-1979)
- Jean Lashermes[10] (1901-1972)
- Émile Marcelin (1906-1954)
- Bohuslav Martinů (1890-1959)
- Darius Milhaud (1892-1974)
- Karel Reiner (1910-1979)
- Nico Richter (1915-1945)
- Martin Roman (1913-1986)
- Arnold Schönberg (1874-1951)
- Franz Schreker (1878-1934)
- Theodor Schwake (1892-1967)
- Ignace Strasfogel (1909-1994)
- Ernst Toch (1887-1964)
- Michel Warlop (1911-1947)
- Kurt Weill (1900-1950)
- Egon Wellesz (1885-1974)
- Rosy Wertheim (1888-1949)
- Felix Wolfes (1892-1971)
- Alexander von Zemlinsky (1871-1942)

## Compositeurs morts en combattant contre laWehrmacht
- Jehan Alain (1911-1940)
- Benjamin Fleischmann (1913-1941)
- Maurice Jaubert (1900-1940)
- Vassili Kalafati (1869-1942)
- Walter Leigh (1905-1942)
- Jean Vuillermoz[11] (1906-1940)